# Gigabyte
Een gigabyte, afgekort GB, is een eenheid van informatie. Deze term is niet eenduidig bepaald. Volgens het standaard internationale SI-stelsel betekent "giga" 1 miljard; volgens deze definitie is 1 GB dus gelijk aan 1.000.000.000 oftewel 109 bytes. Deze definitie is vergelijkbaar met "1 gigahertz" = 1 miljard hertz. De meest algemeen gebruikte betekenis wat RAM betreft is de uit het binair afgeleide vorm. Volgens deze definitie is een gigabyte 1.073.741.824 bytes, 10243 of 230 bytes, oftewel 7% meer dan de eerste definitie. Vanwege het conflict van deze twee definities van gigabyte is het advies van de International Electrotechnical Commission om de aanduiding gibibyte, afgekort GiB, te gebruiken om te verwijzen naar 1.073.741.824 bytes.
Het gebruik van de term gigabyte komt door elkaar voor in zijn verschillende betekenissen. Meestal zal de binaire vorm gebruikt worden door het besturingssysteem van een computer. Het gebruik van gigabyte in zijn SI-vorm komt voor bij het uitdrukken van de opslagcapaciteit van opslagmedia. Zo zal er na installatie van een harde schijf van 100 gigabyte 93 gibibyte beschikbaar zijn (dit wordt door het besturingssysteem Windows ten onrechte als slechts "93 gigabyte" gemeld, wat verwarrend kan overkomen). Ook voor het uitdrukken van transmissiesnelheden is de SI-vorm gebruikelijk.
Een gigabyte is dus 1.000 megabyte, terwijl een gibibyte 1.024 mebibyte is.
Een gigabyte aan informatie komt ongeveer overeen met:
- De tekst uit 50 encyclopedieën of 50 boekenplanken vol romans.
- Anderhalf keer de informatie op een cd-rom (1,2 keer de informatie op een audio-cd).
- Gecomprimeerde digitale opslag van 1 dag muziek op cd-kwaliteit.
- Gecomprimeerde digitale opslag van 2 uur video op televisiekwaliteit
- De omvang van de databases van Wikipedia in alle talen bij elkaar in maart 2004